# نفق قاطعي
النفق القاطعي (بالإنجليزية: incisive canal)‏ والمعروف أيضًا بـ النفق الأنفي الحنكي (بالإنجليزية: nasopalatine canal)‏ هو عبارة عن نفق عظمي ثنائي الجانب يمر عبر الفك العلوي، يقع في الجزء الأمامي من الحنك الصلب، يصل بين كلا من تجويفي الأنف والفم.
ينقل كل نفق العصب الأنفي الحنكي، والتفاغر الوعائي بين الشريان الحنكي الكبير والفروع الحاجزية الخلفية للشريان الوتدي الحنكي.

## التشريح
يبلغ متوسط طول النفق القاطعي 10 ملم، ويصل متوسط عرضه 6 ملم عند الحفرة القاطعية. تتغير أبعاد القناة مع التقدم بالعمر والصدمات وفقدان الأسنان.

### المسار والفتحات
عادة ما تكون الثقبتان القاطعتان في 60% من الحالات ذات شكل مميز كحرف "Y" أو "V": من الأعلى. يفتح كل نفق قاطعي في التجويف الأنفي على جانبي حاجز الأنف كثقوب أنفية: من الأسفل.

#### التفاوت
هناك أشكال مختلفة للثقبتين: قد لا تتلاقى الثقبتان في أي نقطة، أو قد يكون لها عدة فتحات في الأعلى، أو قد توجد ثقبة واحدة فقط (فتحة سفلية وفتحة علوية).

### المحتويات
من خلال كل نفق، يصعد الفرع الانتهائي للشريان الحنكي الكبير (إلى مفاغرة مع فرع الحاجز الخلفي من الشريان الوتدي الحنكي) بينما ينزل العصب الأنفي الحنكي (إلى مفاغرة مع العصب الحنكي الكبير).

## صور إضافية

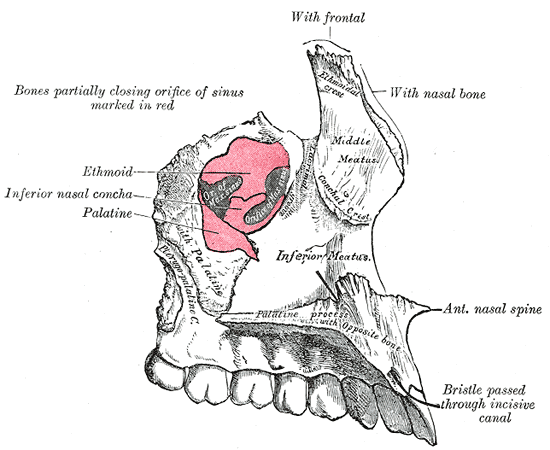
الفك العلوي الأيسر. السطح الأنفي
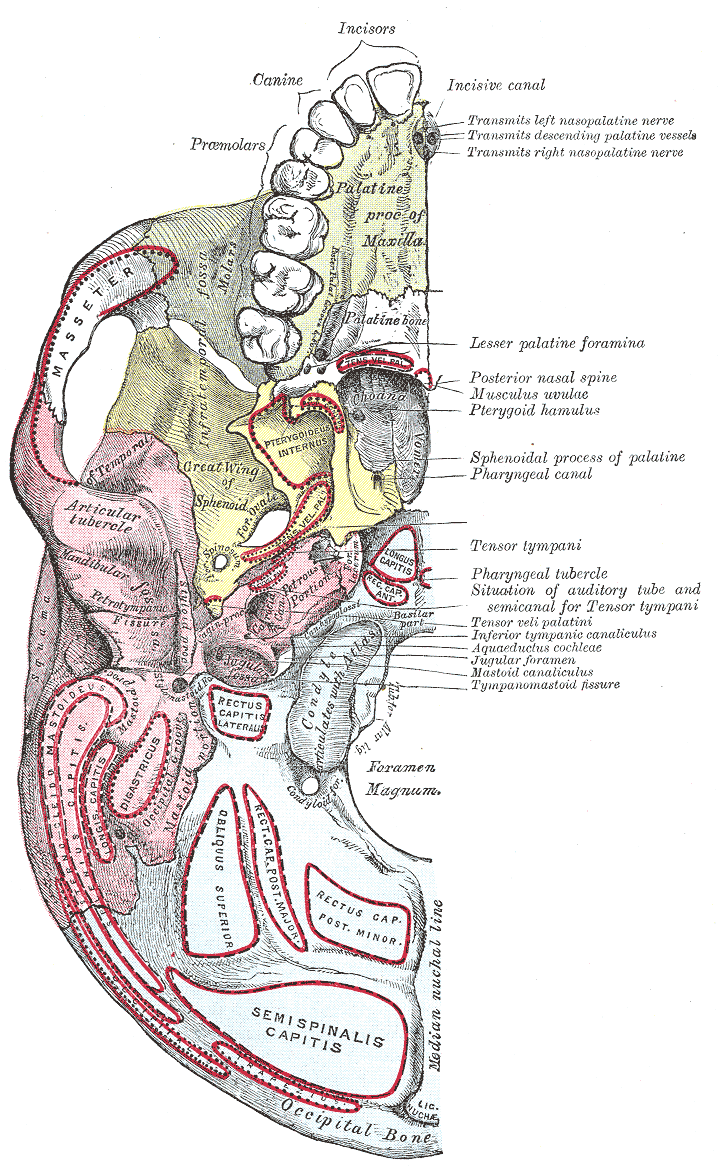
قاعدة الجمجمة. السطح السفلي
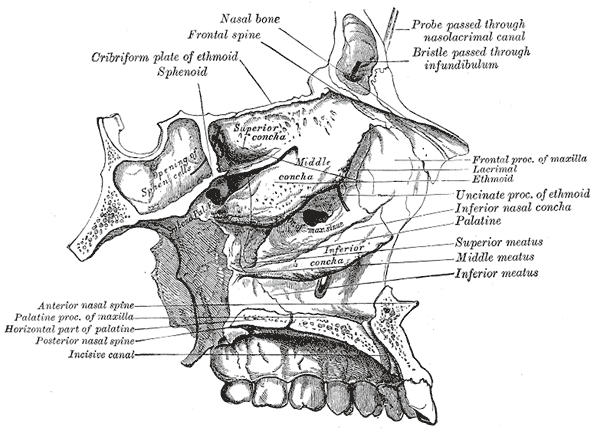
السقف، والأرضية، والجدار الوحشي، لجوف الأنف الأيسر
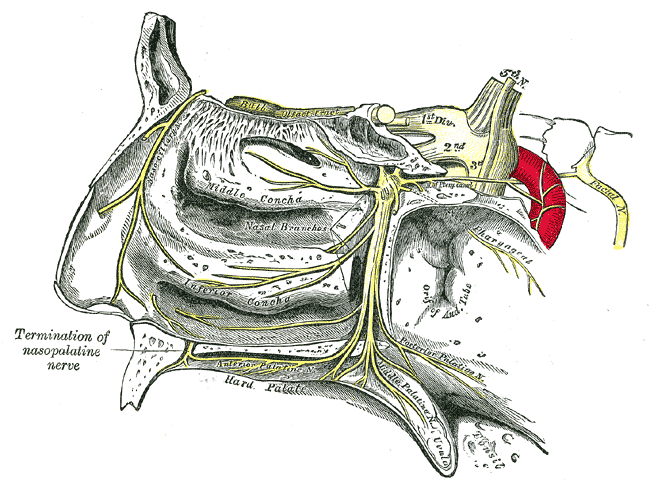
العقدة الجناحية الحنكية وفروعها